# Marek Gruszczyński
Marek Gruszczyński (ur. 25 października 1948 w Wieluniu) – polski ekonomista, ekonometryk, profesor zwyczajny w Szkole Głównej Handlowej w Warszawie (SGH). Prorektor tej uczelni w latach 2012–2016, dyrektor Kanadyjskiego programu MBA (CEMBA) w SGH w latach 2002–2006 oraz 2008–2012.

## Wykształcenie i kariera
Jest absolwentem I Liceum Ogólnokształcącego im. Tadeusza Kościuszki w Wieluniu (1966), a następnie Szkoły Głównej Planowania i Statystyki w Warszawie (później SGH) na kierunku ekonometria (1971). W latach 1971–1973 był członkiem narodowego komitetu założycielskiego AIESEC Polska – międzynarodowego stowarzyszenia studentów szkół biznesu i ekonomii – i pierwszym jej przewodniczącym (1971).
Od 1971 jest pracownikiem naukowym SGPiS/SGH w Instytucie Ekonometrii. W latach 1975–1976 odbył staż w centrali Citibank (Nowy Jork) w departamencie dr Irvinga Friedmana. W roku 1977 uzyskał stopień doktora nauk ekonomicznych (promotor prof. Michał Kolupa). W latach 1981–1985 był wykładowcą w University of Nigeria (Nsukka, Nigeria) w Department of Statistics oraz w Department of Economics.
W latach 1989–2005 uczestniczył w licznych projektach prywatyzacji i restrukturyzacji polskich przedsiębiorstw. W latach 1995–1996 był członkiem Rady Banku Pekao SA.
W 2001 uzyskał stopień doktora habilitowanego, a w 2013 otrzymał tytuł profesora. W latach 1996–2007 był wykładowcą i profesorem w Wyższej Szkole Handlu i Finansów Międzynarodowych w Warszawie, a w latach 2002–2012 był kierownikiem Zakładu Ekonometrii Stosowanej w SGH. Jest promotorem 7 obronionych prac doktorskich.
Od 2008 roku jest członkiem prezydium Komitetu Statystyki i Ekonometrii Polskiej Akademii Nauk. Specjalizuje się w mikroekonometrii finansowej, analizie fundamentalnej i nadzorze właścicielskim. Jest członkiem kolegiów redakcyjnych czasopism naukowych „Gospodarka Narodowa. The Polish Journal of Economics” (redaktor naczelny), „Bank i Kredyt” (zastępca redaktora naczelnego w latach 2009–2017), „South African Journal of Business Management” oraz „Central European Journal of Economic Modelling and Econometrics”.

## Publikacje
Jest autorem i współautorem podręczników, monografii i artykułów w polskich i zagranicznych czasopismach naukowych. Za książkę „Modele i prognozy zmiennych jakościowych w finansach i bankowości” otrzymał w roku 2003 nagrodę Ministra. Książka „Empiryczne finanse przedsiębiorstw. Mikroekonometria finansowa” otrzymała nagrodę Beta 2013. W roku 2020 ukazała się jego książka "Financial Microeconometrics. A Research Methodology in Corporate Finance and Accounting" (Springer). 
Jest współautorem tłumaczenia na język polski światowych podręczników ekonometrii: Henri Theila „Zasady ekonometrii” (PWN 1979, z G. Napiórkowskim) oraz G.S. Maddali „Ekonometria” (PWN 2006, z E. Tomczyk i B. Witkowskim).

## Odznaczenia
W 2017 „za wybitne zasługi w pracy naukowo-badawczej, za szczególne osiągnięcia w promowaniu polskiej myśli naukowej na świecie” prezydent Andrzej Duda odznaczył go Krzyżem Oficerskim Orderu Odrodzenia Polski.

## Życie prywatne
Od 1971 jest żonaty z Beatą Gruszczyńską, prof. Uniwersytetu Warszawskiego. Mają dwóch synów Michała i Łukasza.